# Anafase

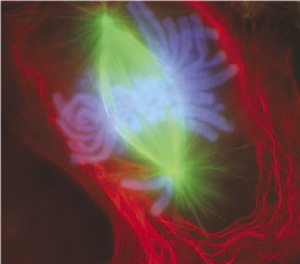
Een longcel van een salamander tijdens de vroege anafase van de mitose. De cel is gekleurd met behulp van fluorescente kleuringen.

Anafase, van de oud Griekse woorden ανα (op) en φασις (fase), is de fase van meiose of mitose waarbij de chromosomen worden gescheiden in een eukaryote cel. Elke chromatide beweegt zich naar tegenovergestelde polen van de cel, de tegenovergestelde einden van de mitotische spoeltjes, nabij het organiserende centrum van de microtubuli.
Anafase wordt voorafgegaan door de metafase, waarin tegen het einde de volledig gecondenseerde zusterchromatiden in een rechte lijn op de middellijn van de cel liggen. Deze middellijn is een structuur waarnaar verwezen wordt als de metafaseplaat. Vezels, die bestaan uit microtubuli van γ-tubuline en andere met microtubuli geassocieerde eiwitten, strekken zich uit van de centromeer van elk chromosoom tot de polen van de cel. Het contactpunt van de vezel en de centromeer wordt gevormd door een eiwitcomplex dat kinetochoor wordt genoemd, en deze vezels worden ook wel kinetochoor vezels of k-vezels genaamd. Andere vezels vormen een directe verbinding tussen beide spoeltjes als 'overlappende microtubuli' of 'interpolaire microtubuli' of met de cel cortex als 'astrale microtubuli'.
Anafase begint abrupt met het starten van de sterk gereguleerde metafase-naar-anafaseovergang. Op dit moment wordt het Anafase-Bevorderend-Complex (Anaphase Promoting Complex; APC) geactiveerd. Dit beëindigt de metafase- of M-fase-activiteit door klieving en het inactiveren van de M-fase-cycline die nodig is voor het functioneren van de M-fase-cycline-afhankelijke kinases (cyclin dependent kinases; M-Cdks). Het APC klieft ook securine, een eiwit dat bepaalde proteases, bekend als separase, inhibeert. Separase klieft dan cohesine, een eiwit dat de beide zusterchromatiden bij elkaar houdt. De daar op volgende scheiding van de chromatiden markeert het begin van de anafase. Na de scheiding wordt er naar de chromatiden verwezen als dochterchromatiden
Tijdens de anafase spelen twee aparte processen een rol. Tijdens de vroege anafase worden de chromatiden van elkaar gescheiden en daarna bewegen ze zich naar de polen van de cel. Dit gebeurt door het verkorten van de microtubuli, waarbij de meeste kracht worden uitgeoefend op de kinetochoren. Als de chromatiden volledig gescheiden zijn begint de late anafase. De interpolaire microtubuli verlengen zich waardoor de spoeltjes nog verder uit elkaar komen te liggen.
Deze twee processen werden oorspronkelijk onderscheiden door hun verschillende gevoeligheid voor medicijnen en zijn mechanisch verschillende processen. Vroege anafase bestaat uit de verkorting van de met het kinetochoor verbonden microtubuli door middel van depolymerisatie aan beide uiteinden. Terwijl dit gebeurt oefenen zogenaamde motoreiwitten bij het kinetochoor kracht uit op de microtubuli. De late anafase bestaat uit de verlenging van de overlappende microtubuli en de activering van twee groepen motoreiwitten: Eén groep trekt de overlappende microtubuli langs elkaar en de andere oefent kracht uit op de astrale microtubuli. Dit samenspel van krachten zorgt ervoor dat de beide spoeltjes verder uit elkaar komen te liggen.
De bijdrage van de vroege en de late anafase aan de gehele anafase verschilt per celtype. Bij zoogdiercellen volgt de late anafase snel op de vroege anafase en verdubbelt de afstand tussen de spoeltjes ten opzichte van de metafase. Dit in tegenstelling tot bijvoorbeeld gist en bepaalde protozoa die de late metafase gebruiken als de belangrijkste fase voor chromosoomscheiding waarbij de spoeltjes tot vijftien keer verder verwijderd kunnen worden ten opzichte van de oorspronkelijke metafaseafstand.